# Sabrina Pettinicchi
Sabrina Pettinicchi est une athlète de basket-ball en fauteuil roulant née le 9 août 1972 à Montréal (Québec).

## Biographie
Sabrina Pettinicchi est diplômée en architecture d’intérieur du CEGEP de Montréal. Elle est une adepte enthousiaste de sport et a joué au basketball en fauteuil roulant au niveau de compétition le plus élevé.
Elle participe aux compétitions de la division ouverte de la Ligue canadienne de basketball en fauteuil roulant et représente le Québec aux Jeux du Canada. Pettinicchi est une joueuse d’équipe avec une éthique du travail exemplaire.

## Compétitions internationales
De 1995 à 2009, Pettinicchi est membre de l'équipe nationale du Canada
- 1996 : Médaillée d’or aux Jeux paralympiques d'été de 1996 à Atlanta aux États-Unis.
- 1998 : Médaillée d’or aux Championnats mondiaux de basket-ball en fauteuil roulant à Sydney en Australie.
- 1999 : Médaillée d’or au Tournoi de qualification à Mexico au Mexique.
- 2000 : Médaillée d’or aux Jeux paralympiques d'été de 2000 à Sydney en Australie.
- 2002 : Médaillée d’or aux Championnats mondiaux de basket-ball en fauteuil roulant à Kitakyushu, au Japon
- 2004 : Médaillée de bronze aux Jeux paralympiques d'été de 2004 à Athènes en Grèce.
- 2005 : Médaillée d'argent aux qualifications d'Amériques.
- 2006 : Médaillée de bronze au Roosevelt Cup Tournament tenu aux États-Unis.
- 2007 : Médaillée d'or au Osaka Cup tenu au Japon.
- 2007 : Médaillée de bronze au 4 Nations Tournament tenu en Australie.
- 2007 : Médaillée d'argent aux Jeux Parapanamerican
- 2008 : Médaillée d'or au Good Luck Beijing International Invitational en Chine.
- 2009 : Médaillée de bronze au North American Cup tenu aux États-Unis.

## Compétitions nationales
- 1995 : Quatrième place aux Jeux du Canada avec l’équipe du Québec
- 1995 : Quatrième place à la finale de la LCBFR avec les Gladiateurs de Laval
- 1995 : Médaillée d’or au Défi Sportif avec les Gladiateurs de Laval
- 1997 : Quatrième place à la finale de la division féminine de la LCBFR à Vancouver
- 1999 : Médaillée d’or à la finale de la LCBFR avec les Gladiateurs de Laval
- 2000 : Sélectionnée à l’équipe des étoiles féminine de la LCBFR
- 2004 : Médaillée d’or à la finale LCBFR avec les CIVA de Montréal et sélectionnée à l’équipe des étoiles
- 2008 : Médaillée d'argent aux Championnats Canadiens avec l'équipe du Québec

## Honneurs
- 2000 : Médaille de l'Assemblée nationale[1]